# Ксилокастрон-Эвростина
Ксило́кастрон-Эврости́на (греч. Δήμος Ξυλοκάστρου - Ευρωστίνης) — община (дим) в Греции, в северо-восточной части полуострова Пелопоннеса, на побережье Коринфского залива. Входит в периферийную единицу Коринфии в периферии Пелопоннес. Население 17 365 жителей по переписи 2011 года. Площадь 411,667 квадратного километра. Плотность 42,18 человека на квадратный километр. Административный центр — Ксилокастрон. Димархом на местных выборах 2014 года избран Илиас Андрикопулос (Ηλίας Ανδρικόπουλος).
Создана в 2011 году по программе «Калликратис» при слиянии упразднённых общин Ксилокастрона и Эвростины.

## Административное деление

Административное деление общины:
1 — Ксилокастрон
2 — Эвростина

Община (дим) Ксилокастрон-Эвростина делится на 2 общинные единицы.